# سوزان سيديلمان
سوزان سيديلمان (بالإنجليزية: Susan Seidelman)‏ (و. 1952  م) هي مخرجة أفلام، وكاتبة سيناريو، ومخرجة تلفزيونية، ومنتجة أفلام، وممثلة أفلام أمريكية، ولدت في فيلادلفيا.

## التعليم
تعلمت في جامعة نيويورك، وجامعة دركسل.

## وصلات خارجية
- سوزان سيديلمان على موقع IMDb (الإنجليزية)
- سوزان سيديلمان على موقع مونزينجر (الألمانية)
- سوزان سيديلمان على موقع ألو سيني (الفرنسية)
- سوزان سيديلمان على موقع أول موفي (الإنجليزية)
- سوزان سيديلمان على موقع قاعدة بيانات الأفلام السويدية (السويدية)
- سوزان سيديلمان على موقع إن إن دي بي (الإنجليزية)
- سوزان سيديلمان على موقع قاعدة بيانات الفيلم (الإنجليزية)
- سوزان سيديلمان على موقع كينوبويسك (الروسية)